# Anna Maria Cabeza i Gutés
Anna Maria Cabeza i Gutés   (Sabadell, 19 de juliol de 1960) és una periodista i escriptora catalana.

## Biografia
Anna Cabeza va estudiar interpretació a l'Institut del Teatre i es va llicenciar en Ciències de la Informació a la Universitat Autònoma de Barcelona. Té un màster en escriptura per a cinema i televisió. Ha treballat en diversos mitjans de comunicació, entre els quals Ràdio 4, Avui, La Vanguardia i El 9 Nou. Va ser redactora del departament de creació de l'empresa de jocs educatius Educa.
Com a escriptora, ha escrit uns quants llibres, la majoria per a públic juvenil, entre els quals destaquen Entre bastidors i Un dia sencer de blat, inspirat en la figura del pintor Ramon Noè. Va dinamitzar un club de lectura a la Biblioteca Vapor Badia de Sabadell. Per a l'Ajuntament de Sabadell, ha participat en l'activitat Seguint el Fil i ha escrit el calendari de la dona 2015. Diversos llibres seus s'han traduït al castellà i els que tenen les germanes Crostó per protagonistes –dels quals s'han venut més de 15.000 exemplars– s'han traduït a l'islandès, italià, eslovè, turc, castellà i xinès.
El 2022 va interpretar Plaer o felicitat? La vida de Colette sense censura, un monòleg teatralitzat a partir de l’obra Colette Uncensored, de Zack Rogow i Lorri Holt, traduït i interpretat per la mateixa Anna Cabeza i dirigit per Jeroni Oller.

## Llibres publicats
Obra literària
- Entre bastidors. Barcelona: Editorial Cruïlla (2003)[12]
- Qui té por de la Pati Perfecta? Barcelona: Editorial Edebé (2005)
- Tim, nas de pallasso. Barcelona: Edebé (2006)
- L'arbre de la canyella. Barcelona: Cruïlla (2008)[13]
- Un dia sencer de blat. Barcelona: Editorial Bambú (2010)
- Una mudanza fantasma. Barcelona: Ediciones SM (2011)
- Les germanes Crostó, agència d'investigació - El misteri de la tifa de gos abandonada. Barcelona: Editorial Bambú (2012)[14]
- La Gemma i els tres anells, sobre Gemma Mengual (2010)[15]
- Cuentos de miedo (SM, 2017)
- Germanes Crostó. Agència d'Investigació. El misteri dels llobarros (Bambú, 2017)
- Sempre amb texans (Animallibres, 2020)
- Germanes Crostó. Agència d'Investigació. El misteri del paper de vàter volador (Bambú, 2021)
- Germanes Crostó. Agència d'Investigació. El misteri del Katastròfik Futbol Club (Bambú, 2022)
- Germanes Crostó, Agència d'Investigació. El misteri de la mòmia desapareguda (Bambú, 2023)
- Germanes Crostó, Agència d'Investigació. El misteri de la casa de la por (Bambú, 2024)[16]

Altres
- Papers de dona. Barcelona: Diputació de Barcelona (2000)
- Les dones conten. Sabadell: (2002)
- Fets pols!. Editorial Montflorit (2004), llibre col·lectiu
- Transport públic. Barcelona: Editorial La Galera (2009)
- Museus. Barcelona: La Galera (2009)
- Històries i festes. Barcelona: La Galera (2009)
- Barcelona. Un recorregut en pictogrames. Barcelona: Cruïlla (2010)
- Espais verds. Barcelona: La Galera (2010)
- Edificis i monuments. Barcelona: La Galera (2010)
- El embarazo, mes a mes, amb Maria Grimau. Barcelona: RBA (2013)
- Els meus cims. Barcelona. Amb Joan Clofent[18]
- "Mans", conte al número 25 de la revista Vallesos

## Premis i reconeixements[19]
- Premi Mercè Rodoreda de l'Ajuntament de Molins de Rei, per La peça perduda (2000)
- 9è Premi de Literatura Infantil «Atrapallibres», per El misteri de la tifa de gos abandonada (2014)
- Segon premi al I Concurs de Microrelats de Castellar per les Llibertats[20]